# Zumaglia
Zumaglia ist eine italienische Gemeinde mit 961 Einwohnern (Stand 31. Dezember 2023) in der Provinz Biella (BI), Region Piemont.
Nachbargemeinden sind Biella, Pettinengo und Ronco Biellese.
Der Schutzpatron des Ortes ist Santi Fabiano e Sebastiano.

## Geographie
Das Gemeindegebiet umfasst eine Fläche von 2 km².

## Einzelnachweise

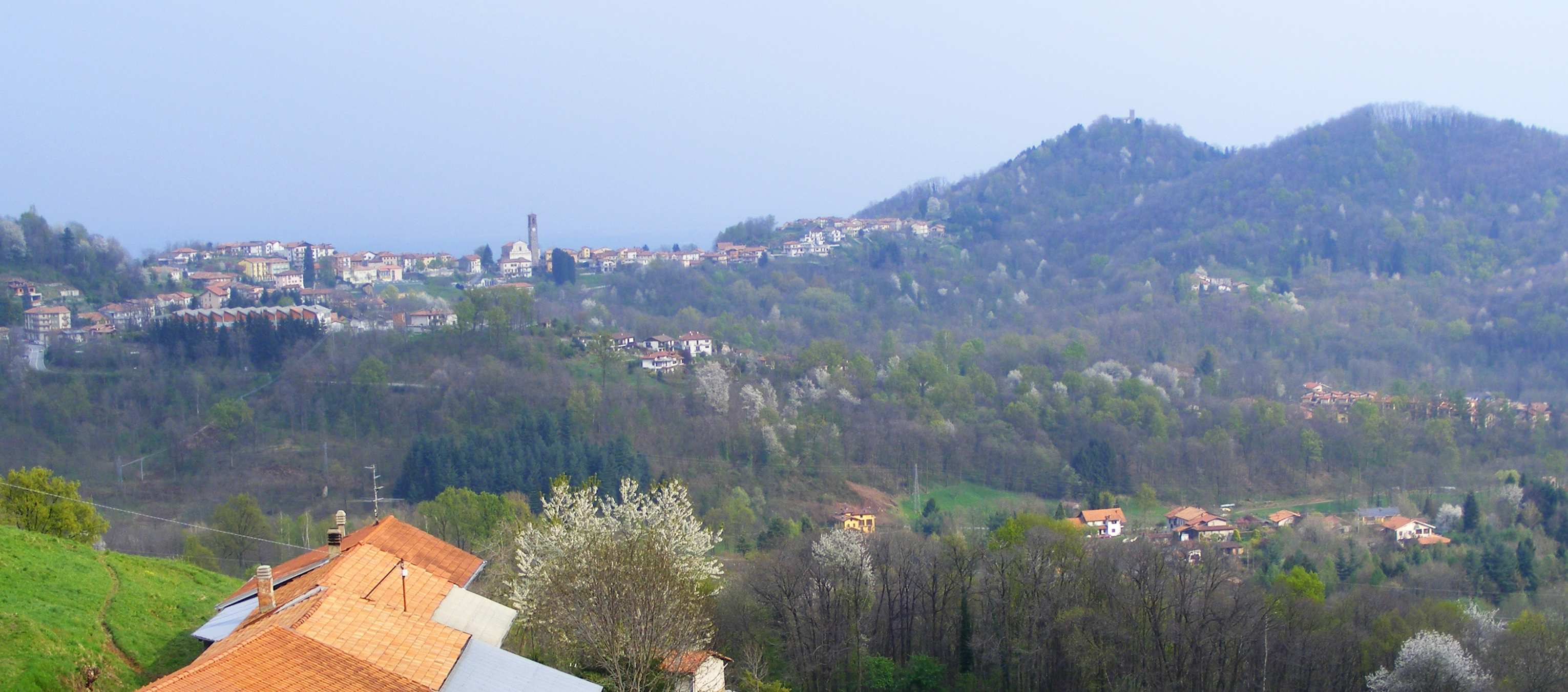
Panorama